# Marguerite van Eyck
Pour les articles homonymes, voir Van Eyck.
Marguerite van Eyck (ou d'Eyck ; en néerlandais : Margareta van Eyck) est une peintresse flamande du XVe siècle, active dans les Pays-Bas bourguignons. Appartenant à l'école des primitifs flamands, ses frères Jean, Hubert et Lambert van Eyck sont aussi artistes. Son existence a été remise en question car aucun document contemporain ne la mentionne, mais elle aurait travaillé en étroite collaboration avec ses frères dans les régions de Bruges et de Gand, où elle est inhumée auprès de Hubert, dans la  cathédrale Saint-Bavon. 
Ses talents de miniaturiste sont renommés en l'Europe de son temps, et si plusieurs ouvrages furent attribués à Marguerite van Eyck — elle a peut-être enluminé une partie des Heures de Turin-Milan —, aucune œuvre d'elle n'est connue avec certitude. Elle ne doit pas être confondue avec Marguerite van Eyck, sa belle-sœur et épouse de Jean.

## Biographie

### Sources
En 1559, dans son Ode à l'Agneau mystique, le peintre et auteur Lucas D'Heere écrit, à propos de Hubert van Eyck, que : « sa sœur impressionna aussi beaucoup avec ses peintures » et qu'elle est enterrée avec lui. En 1574, l'historien de l'art Marcus van Vaernewijck rapporte qu'elle s'appelait Marguerite. Il affirme encore qu'en raison de l'atmosphère familiale, elle peignait comme ses frères et qu'elle est restée vierge jusqu'à la fin de sa vie. En 1604, Carel van Mander ne fait que répéter les informations précédentes dans le Schilder-boeck.
En 1907, l'artiste belge Henri Hymans considérait l'existence de Marguerite comme « problématique » ; il suggère qu'elle est un doublet malencontreux de Marguerite van Eyck, épouse de Jean van Eyck et dont le nom de famille est inconnu. En 1915, Fritz Winkler, dans sa notice, croit que C. van Mander a croisé les informations de L. D'Heere et M. van Vaernewijck, donnant lieu à de nombreuses hypothèses sur les œuvres attribuées de Marguerite van Eyck, dont l'existence lui paraît suspecte.
En 1984, Rudy van Elslande affirme que la sœur des frères Van Eyck s'appelait Elisabeth. En 1426, les héritiers d'une dénommée Elisabeth Eyck's sont prélevés de 20 SCH., selon une inscription à côté de la mention de la quittance des héritiers d'Hubert van Eyck. Durant la « furie iconoclaste » de 1566, les inscriptions de la chapelle où Hubert et sa sœur furent inhumés sont détruites. Selon Elslande, l'épitaphe ayant été détruite, Van Vaernewijck ne pouvait plus lire le nom de la sœur, à qui il aurait donné le nom d'une femme de la famille qu'il connaissait, celui de l'épouse de Jean van Eyck. Certains écriront, par confusion entre les deux femmes, qu'elle peignait comme son mari.

### Collaboration avec Hubert van Eyck

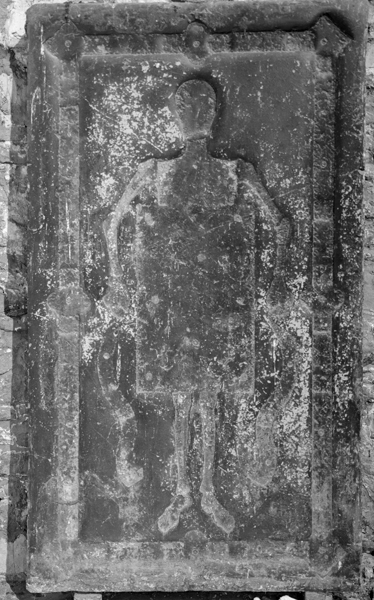
Pierre tombale de Hubert van Eyck, qui aurait aussi porté le nom de Marguerite.

En 1675, Joachim von Sandrart donne des détails biographiques, mais R. van Elslande juge qu'il faut les reléguer au rang de fables. Ainsi, Marguerite van Eyck aurait travaillé avec son frère Hubert à Gand, mais l'information est incertaine. Des faussaires gantois du XIXe siècle tentèrent de « prouver » par de faux extraits du registre de la confrérie de la cathédrale Saint-Bavon de Gand que Marguerite van Eyck y appartenait avec son frère Hubert.  
Hubert van Eyck avait un atelier d'artiste dans la ville d'Artevelde entre 1423 et 1426. Une ancienne tradition dit que les Van Eyck séjournèrent dans une maison au coin de Vogelmartk et de la Koestraat, aux no 50-52. Il est possible que Hubert et Marguerite aient accueillis leur frère Jean, après avoir quitté La Haye en 1425. Hubert van Eyck meurt à Gand en septembre 1426 et il n'a aucun héritier résidant dans la ville.
Une tradition attestée depuis Lucas D'Heere et répandue en Flandres affirme que sa sœur est enterrée avec lui. Marguerite van Eyck est-elle morte avant Hubert ou s'est-elle installée à Gand après la mort de celui-ci ? Son corps a-t-il été exhumé pour être enterré avec lui ? Plusieurs questions sans réponses définitives, mais être inhumée dans une chapelle de la cathédrale Saint-Bavon est un grand honneur qu'on lui fit.

### Théories biographiques
On sait que l'artiste était très respectée à Bruges. En 1848, Jean Memling trouve dans les archives du béguinage de Bruges une dénommée Marguerite S'Heyx; présente comme béguine entre 1438 et 1465. Cependant, il est improuvable et incertain qu'il s'agisse de la sœur de la famille van Eyck, dont l'orthographe du patronyme était fluctuante dans les sources anciennes.
L'historien de l'art Erwin Panofsky découvre qu'en 1437, les dénommés Jan et Margriete van Eycke [sic], enfants de Willems van Eycke, paient une rente semi-annuelle à Bruxelles. Panofsky se demande s'il s'agit du peintre et de sa sœur sans pouvoir l'affirmer avec certitude. Ces rentes étaient émises pour le duc Philippe le Bon, afin de rembourser ses dettes liées à la guerre de Cent Ans. Le paiement de la rente de Jan et Margriete van Eycke dure jusqu'en 1493, date de la mort Jan van Eycke et à laquelle le montant est totalement remboursé.

## Œuvres
Parce qu'elle est une femme, Marguerite van Eyck a longtemps été reléguée au rang de miniaturiste, dont les talents furent renommés jusqu'en Italie du Sud. Cependant, les peintresses de cette époque n'étaient pas cantonnée à cette pratique, et plusieurs auteurs estiment possible que Marguerite van Eyck collabora aux enluminures des Heures de Turin-Milan, avec son frère Jean et d'autres membres du mouvement eyckien,. D'après R. van Elslande, les miniatures des Heures de Turin-Milan sont beaucoup trop tardives pour être de Marguerite van Eyck. En 1847, Gustav Friedrich Waagen attribuait les illustrations du bréviaire de Salisbury aux adelphes van Eyck. 
Une version du Repos de la sainte Famille pendant la fuite en Égypte, réalisée par Gérard David, issue de la collection Florent van Ertborn et conservé actuellement au musée royal des Beaux-Arts d'Anvers, était attribué précédemment à Marguerite van Eyck par Johann David Passavant,. Les historiens de l'art rejettent l'identification de la peintresse avec le Maître de Flémalle, souvent identifié à Robert Campin, ou avec le Maître de la Légende de sainte Barbe, ou encore avec le Maître de Sainte-Gudule,,. 
Il se peut que Lambert et Marguerite contribuèrent au retable de Gand en aidant leurs frères Hubert, qui le commença, et Jean, qui le termina.  On a souvent attribué à la main de Marguerite van Eyck des miniatures ou des détails picturaux jugés féminins ou d'inspiration eyckienne maladroitement exécutés. Elle aurait collaboré, seule et parfois avec Gerard van der Meere, disciple de son frère Hubert, à peindre les sybilles et les prophètes bibliques du retable de Gand ; cette attribution reste improuvable,.
Il est possible que l'adelphie van Eyck ait été à la tête d'un atelier d'artistes familial et que Marguerite participa à la réalisation de commandes pour la municipalité ou des particuliers gantois. En 1904, Clara Erskine Clement écrit que Marguerite van Eyck a peint les portions d'un bréviaire conservé à la Bibliothèque nationale de France à Paris, plusieurs illustrations de divers et riches manuscrits sont de sa main, et une Madonne conservée à la National Gallery de Londres lui est attribuée. C. Erskine Clement note qu'aucune œuvre n'est exclusivement attribuable à Marguerite van Eyck étant donné qu'elle a étroitement collaboré avec ses frères.

## Postérité

### Dans les arts figurés
En 1848, Jean Hemling indique que la femme à droite de Marie Madeleine, dans le diptyque de la Crucifixion et du Jugement dernier, est une représentation possible de Marguerite van Eyck. En 1905, Hippolyte Fierens-Gevaert dit qu'« on croyait reconnaître jadis Marguerite Van Eyck » dans la Madeleine elle-même. 
Une gravure avec les portraits de Jean, Hubert et Marguerite van Eyck est réalisée par Jan l'Admiral en 1764. 
Marguerite van Eyck, habillée en vert et avec une coiffe blanche, est représentée assise à droite du tableau Antonello de Messine dans l'atelier de Jan van Eyck, peint par Joseph-François Ducq en 1820.

### Dans la littérature
En 1861, Charles Reade publie Le Cloître et le cœur, son ouvrage le plus célèbre, dans lequel Marguerite van Eyck (Margaret Van Eyck) enseigne la miniature au père d'Érasme. 
En 2022, Kathleen Vereecken publie Margriete, une biographie fictive de Marguerite van Eyck.